# Kosmografien fra Ravenna
Kosmografien fra Ravenna (latin: Ravennatis Anonymi Cosmographia, dansk: ~ Kosmografien af den anonyme fra Ravenna) er en liste over stednavne, der dækker verden fra Indien til Irland, udarbejdet af en anonym præst i Ravenna omkring år 700. Tekstmæssige undersøgelser indikerer, at forfatteren ofte anvendte kort som sin kilde.